# Camponotus oasium
Camponotus oasium är en myrart som beskrevs av Auguste-Henri Forel 1890. Camponotus oasium ingår i släktet hästmyror, och familjen myror. Inga underarter finns listade.